# Protocolo Bóxer
El Protocolo Bóxer, también conocido como el Tratado de Xinchou, es el tratado firmado el 7 de septiembre de 1901 por el Imperio Qing de China, la Alianza de las Ocho Naciones (Reino Unido de Gran Bretaña e Irlanda, Imperio Austrohúngaro, Rusia, Alemania, Francia, Estados Unidos, Italia y Japón) que habían proporcionado tropas militares para sofocar el Levantamiento de los bóxers, y los reinos de España, de Bélgica y de los Países Bajos. El tratado puso fin a la rebelión, y es considerado como uno de los tratados desiguales entre China y las potencias occidentales.

## Negociaciones durante la rebelión
La dinastía Qing no fue ni mucho menos derrotada cuando los Aliados tomaron Pekín, y además los aliados carecían de recursos para ocupar formalmente China. Los aliados tuvieron por tanto que templar las demandas que enviaron a Xi'an, adonde la Emperatriz Viuda Cixi se había trasladado huyendo de las tropas occidentales. Desistieron por ejemplo de exigir que China cediera nuevos territorios. Muchos de los consejeros imperiales de Cixi insistieron en que China continuara luchando contra los extranjeros, argumentando que China podía derrotarlos y que la captura de Pekín y de Tianjin se debían a súbditos desleales y traidores que se habían vendido a las potencias occidentales. La emperatriz Cixi era pragmática, y cuando los Aliados le aseguraron que podría mantener el poder, decidió que los términos propuestos eran lo suficientemente generosos como para aceptarlos y frenar el conflicto.

## Signatarios
El Protocolo Bóxer fue firmado el 7 de septiembre de 1901 en la Legación Española de Pekín por:
Potencias extranjeras
- Reino de España, representado por el Ministro Plenipotenciario Bernardo Cólogan y Cólogan, decano del cuerpo diplomático en Pekín.[2]
- Reino Unido de Gran Bretaña e Irlanda, representado por el Ministro Plenipotenciario Ernest Mason Satow.
- Imperio Ruso, representado por el Ministro Plenipotenciario Mikhail Nikolayevich von Giers.
- Imperio Japonés, representado por el Ministro de Asuntos Exteriores Komura Jutarō.
- República Francesa, representado por el Ministro Plenipotenciario Paul Beau.
- Estados Unidos, representado por el enviado especial William Woodville Rockhill.
- Imperio Alemán, representado por el Ministro Plenipotenciario Alfons Mumm von Schwarzenstein.
- Imperio Austrohúngaro, representado por el Ministro Plenipotenciario barón Moritz Czikann von Wahlborn.
- Reino de Italia, representado por el Ministro Plenipotenciario Giuseppe Salvago Raggi.
- Bélgica, representado por el Ministro Plenipotenciario Maurice Joostens.
- Países Bajos, representado por el Ministro Plenipotenciario Fridolino Marinus Knobel.

Y la  Dinastía Qing, representada por:
- Su Excelencia Li Hongzhang, Conde Su-i de Primer Rango, Tutor del Heredero al Trono, Gran Secretario del Wen Hua Tien, Ministro de Comercio, Superintendente de los Puertos del Norte y Governador General de la Provincia de Chihli.
- Su Alteza Yikuang, Príncipe Qing, presidente del Gran Consejo.

## Cláusulas del protocolo

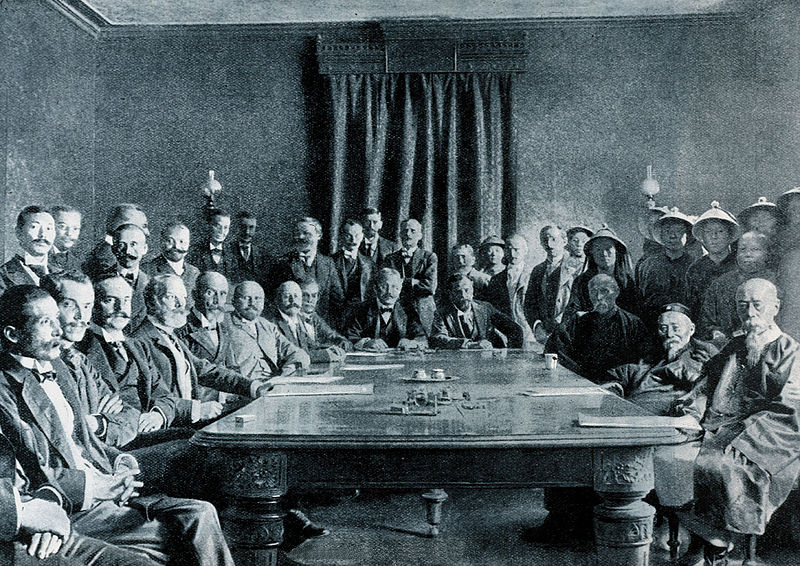
Firma del Protocolo Bóxer. De izquierda a derecha: F.M Knobel de los Países Bajos (solo se ven sus manos); K. Jutaro de Japón; G. S. Raggi de Italia; Joostens de Bélgica; C. von Walhborn de Austria-Hungría; B. J. Cologán de España; M. von Giers de Rusia; A. Mumm del imperio alemán; E. M. Satow del Reino Unido; W. W. Rockhill de los Estados Unidos; P. Beau de Francia; I-Kuang; Li Hongzhang; Príncipe Qing

China aceptaba indemnizaciones por valor de 450 millones de taeles de plata (alrededor de 333 millones de dólares al tipo de cambio de aquel entonces), pagaderos durante 39 años a las ocho naciones aliadas.
China pagó la indemnización en oro y divisas con un interés del 4% hasta que la deuda quedó amortizada el 31 de diciembre de 1940. Por tanto, China pagó en torno a 1000 millones de taeles.
La indemnización se distribuyó entre las potencias de la siguiente forma: Rusia 28,97%, Alemania 20,02%, Francia 15,75%, Reino Unido 11,25%, Japón 7,73%, Estados Unidos 7,32%, Italia 7,32%, Bélgica 1,89%, Austria-Hungría 0,89%, Países Bajos 0,17%, España 0,03%, Portugal 0,021%, Suecia y Noruega 0,014%.

### Otras cláusulas
- Se prohibió la importación de armas y munición, así como de materiales de guerra, durante un período de 2 años extensibles a otros dos si así lo consideraban las potencias occidentales.
- Se ordenó el desmantelamiento de los Fuertes de Taku, en la desembocadura del río Hai, estratégicos para el acceso por barco a Pekín.[5]
- El Barrio de las Delegaciones de Pekín pasaría a tener un estatus especial, reservado al uso y control exclusivo de las potencias extranjeras, con extraterritorialidad, y la prohibición expresa de que los súbditos chinos residieran en el mismo. China reconocía el derecho de las potencias extranjeras a mantener tropas armadas dentro del barrio.
- Los funcionarios y bóxeres serían castigados por crímenes contra los Gobiernos extranjeros o sus ciudadanos. Muchos fueron sentenciados a ser ejecutados, deportados al Turquestán, cadena perpetua, a suicidarse, o a sufrir degradaciones póstumas.
- El Zongli Yamen, la oficina de asuntos exteriores, fue abolida y remplazada por un Ministerio de Asuntos Exteriores con competencias exclusivas y rango superior al de cualquier órgano del Gobierno Qing.
- El gobierno Qing prohibiría, bajo pena de muerte, la membresía de cualquiera de sus súbditos a una sociedad o grupo de agenda anti-extranjera.
- Los exámenes para mandarines fueron suspendidos durante 5 años en todas las zonas donde los extranjeros hubieran sido atacados o tratados con crueldad.
- Los funcionarios y mandarines locales serían hechos responsables personales de cualquier incidente contra los extranjeros.
- El Emperador de China se disculparía oficialmente al Káiser por la muerte del barón Klemens von Ketteler.
- El Emperador de China nombraría a Na't'ung su Enviado Extraordinario ante el Emperador de Japón, expresando sus disculpas y condena por el asesinato del señor Sugiyama.
- El gobierno Qing erigiría en el lugar del asesinato del barón Von Ketteler un arco conmemorativo inscrito en latín, alemán y chino.
- El gobierno Qing permitiría el estacionamiento de tropas extranjeras en los siguientes lugares:[6]

| Chino traditional | Chino simplificado | Pinyin        | Transliteración anterior al sistema Pinyin |
| ----------------- | ------------------ | ------------- | ------------------------------------------ |
| 黃村              | 黄村               | Huangcun      | Huang-tsun                                 |
| 郎坊（廊坊）      | 郎坊(廊坊)         | Langfang      | Lang-fang                                  |
| 楊村              | 杨村               | Yangcun       | Yang-tsun                                  |
| 天津              | 天津               | Tianjin       | Tien-tsin                                  |
| 軍糧城            | 军粮城             | Junliangcheng | Chun-liang-Cheng                           |
| 塘沽              | 塘沽               | Tanggu        | Tong-ku                                    |
| 蘆臺              | 芦台               | Lutai         | Lu-tai                                     |
| 唐山              | 唐山               | Tangshan      | Tong-shan                                  |
| 灤州              | 滦州               | Luanzhou      | Lan-chou                                   |
| 昌黎              | 昌黎               | Changli       | Chang-li                                   |
| 秦皇島            | 秦皇岛             | Qinhuangdao   | Chin-wang Tao                              |
| 山海關            | 山海关             | Shanhaiguan   | Shan-hai Kuan                              |

## Demandas espurias
El vicario apostólico Alfons Bermyn quería tropas extranjeras estacionadas en Mongolia Interior, pero el Gobernador de Mongolia lo rechazó. Bermyn recurrió a mentiras para requerir falsamente al mandarín Enming que mandara tropas a Hetao, aduciendo que las tropas mongolas del príncipe Duan, y las tropas musulmanas del general Dong Fuxiang estaban amenazando a los católicos. Uno de los informes falsos producidos por Bermyn aducía que Dong Fuxiang había exterminado a misionarios belgas en Mongolia, y que iba a masacrar a los católicos de Taiyuan.

## Demandas rechazadas por China
Los Qing no aceptaron todas las exigencias extranjeras. El gobernador manchú Yuxian fue ejecutado, pero la Corte Imperial rechazó ejecutar al general Dong Fuxiang, aunque ambos eran anti-extranjeros y habían ayudado a los rebeldes Bóxer. Por el contrario, el general Dong Fuxiang fue "exiliado" a su provincia de nacimiento, Gansu, donde vivió con todos los lujos y autoridad.
Los Qing también rechazaron exiliar al príncipe Zaiyi a Sinkiang. En vez de eso, lo enviaron a Alashan, al oeste de Ningxia, donde vivió en la residencia de un príncipe mongol local. Posteriormente hubo de huir de Ningxia durante la Revolución Xinhai cuando los musulmanes tomaron la provincia, y acabó sus días en Sinkiang con Sheng Yun. El Príncipe Duan "no fue más lejos de Manchuria por su exilio, y se supo de su estancia allí en 1908".

## Consecuencias
Los Estados Unidos destinó su parte de la indemnización de guerra, $11.961.121,76 a la creación de un programa educativo para estudiantes chinos en Estados Unidos. A fin de prepararlos para su ingreso en una universidad americana, decidió crear una escuela preparatoria en Pekín que rápidamente dio lugar a la Universidad Tsinghua de Pekín, una de las más prestigiosas de China,
Cuando China declaró la guerra a Alemania y Austria-Hungría en 1917, paralizó los pagos de la indemnización Bóxer a los mismos (el 20% del total). En la Conferencia de París de 1919, Pekín consiguió revocar completamente sus obligaciones con ambas naciones.